# Нікола Вокер
Нікола Вокер (англ. Nicola Walker, нар. 15 травня 1970 , Stepneyd, Великий Лондон ) — англійська акторка театру, кіно, радіо й телебачення, відома головними ролями в британських телесеріалах, починаючи з 1990-х років, включно зі шпигунською драмою «Привиди» (2003–2006, 2009–2011) і «Незабуті» (2015–2021).
2013 року отримала премію Олів’є за найкращу жіночу роль другого плану за п’єсу «Дивний випадок із собакою вночі» й була двічі номінована на телепремію БАФТА за найкращу жіночу роль другого плану за драму BBC «Останнє танго в Галіфаксі».

## Нагороди
| Рік  | Премія                           | Категорія                                                             | Номінована робота               | Результат | Дж.         |
| ---- | -------------------------------- | --------------------------------------------------------------------- | ------------------------------- | --------- | ----------- |
| 2013 | Премія Лоуренса Олів'є           | Найкраща акторка другого плану                                        | Дивний випадок із собакою вночі | Перемога  | [ 5 ]       |
| 2014 | Премія БАФТА у телебаченні       | Найкраща акторка другого плану                                        | Останнє танго в Галіфаксі       | Номінація | [ 6 ] [ 7 ] |
| 2014 | Премія «Супутник»                | Найкраща акторка другого плану в серіалі, міні-серіалі або телефільмі | Останнє танго в Галіфаксі       | Номінація | [ 8 ]       |
| 2016 | Премія Drama Desk                | Найкраща акторка в п'єсі                                              | Вид з мосту                     | Номінація |             |
| 2016 | Премія Outer Critics Circle      | Найкраща акторка в п'єсі                                              | Вид з мосту                     | Номінація | [ 9 ]       |
| 2016 | Премія Гільдії телерадіомовлення | Найкраща акторка                                                      | Рівер і Незабуті                | Номінація | [ 10 ]      |
| 2017 | Премія БАФТА у телебаченні       | Найкраща акторка другого плану                                        | Останнє танго в Галіфаксі       | Номінація | [ 11 ]      |
| 2021 | Премія Audies                    | Аудіодрама                                                            | Доктор Хто: застряглі           | Перемога  | [ 12 ]      |
| 2021 | Премія TV Times                  | Улюблена акторка                                                      | Незабуті                        | Номінація | [ 13 ]      |
| 2022 | Премія TV Choice                 | Найкраща акторка                                                      | Розрив                          | Номінація | [ 14 ]      |
| 2022 | Національна телевізійна премія   | Драматична вистава                                                    | Розрив                          | Номінація | [ 15 ]      |
| 2023 | Премія Лоуренса Олів'є           | Найкраща акторка                                                      | Кукурудза зелена                | Номінація | [ 16 ]      |